# Computerworld (romanzo)
Computerworld è un romanzo fantascientifico di A. E. van Vogt, pubblicato in prima edizione in Francia nell'ottobre 1983 presso J'ai Lu, e negli Stati Uniti nel novembre dello stesso anno presso l'editore DAW. Edito in Italia nel 2012 presso Edizioni della Vigna di Arese (MI).
Nel 1985 la rivista informatica Computerworld chiese ed ottenne che il romanzo venisse riedito con un altro titolo in modo da non generare confusione con le proprie pubblicazioni. La DAW lo ristampò quindi con il titolo Computer Eye.

## Edizioni
- A. E. van Vogt, Computerworld, La botte piccola n.14, Edizioni della Vigna, 2012,  p. 270, ISBN 9788862760805.